# Соколово (Лавровская волость)
Соколо́во — деревня в Печорском районе Псковской области России. Входит в состав сельского поселения «Лавровская волость».
Расположена в 5 км к северу от волостного центра, деревни Лавры и в 23 км к юго-западу от райцентра, города Печоры.

## Население
Численность населения деревни по оценке на конец 2000 года составляла 16 жителей.
| 2001 | 2002 | 2010 |
| ---- | ---- | ---- |
| 16   | ↘9   | ↘4   |